# Christian Carl Lous
Christian Carl Lous (1724– 24. august 1804) var en dansk matematiker, navigationsdirektør, digter og oversætter (Alexander Pope og John Milton).
Han var søn af Lorentz Lous og bror til Andreas Lous.